# Marrakech (sång)
Marrakech (ibland stavat Marrakesh) är en singel, skriven av Olle Ljungström och framförd av rockgruppen Reeperbahn. Singeln släpptes i november 1982 i samband med gruppens tredje studioalbum Peep-Show (1983). Med på singeln finns även b-sidan "Du roar mig".

## Låtlista
Text och musik: Olle Ljungström.
1. "Marrakech" (4:06)
2. "Du roar mig" (2:55)